# Daniela Olivieri
Daniela Olivieri, detta Sissi (Bologna, 19 giugno 1977), è un'artista italiana.

## Biografia
Daniela Olivieri ha studiato presso l'Accademia di belle arti di Bologna, dove si diploma in pittura nel 2001. Viene selezionata lo stesso anno dalla Fondazione Antono Ratti come artista partecipante al Corso Superiore di Arti Visive, tenuto in quell'anno da Marina Abramovic.
Vive a Bologna e alla carriera di artista associa l'impegno di docente presso l'Accademia di belle arti di Bologna.

## Attività
Inizia la sua carriera artistica nel 1999 in ambito accademico con la performance Daniela ha perso il treno, nello spazio della stazione che fu teatro dell'attentato neofascista ("L’accademia in stazione", collaborazione con le Ferrovie dello Stato).
Nel 2009 partecipa alla 53ª Biennale di Venezia con un’installazione dal titolo La deriva è il nodo della mia gola, composta da una moltitudine di elementi in ceramica confinati all'interno di una precaria gabbia di metallo. 
L'artista torna a manipolare l'argilla nel 2016, per una grande installazione in cui elementi ceramici definiti Servizio Osseo divengono i protagonisti della performance L'imbandita, presentata a Bologna nell'oratorio di San Filippo Neri.
Negli anni successivi la ceramica diviene un materiale prediletto dall'artista, venendo utilizzato in grandi installazioni come Germogli Ossei oppure in elementi di dimensioni minori, come i vasi Mornatura e Natura Viva, omaggi a Giorgio Morandi realizzati nel 2019-20.

## Performance
Le esperienze performative dei primi anni dell'attività artistica vedono l'artista realizzare dei nidi o bozzoli lavorando a mano maglia, plastica ed altri materiali. La gonna di plastica vulcanizzata in Daniela ha perso il treno inaugura questa decennale tendenza.
Tra il 1999 e il 2007 la pratica di Sissi è infatti caratterizzata da performance che si servono dell'utilizzo di intrecci di filati e filo di plastica colorato, oppure nella creazione di barriere o strutture aeree in cui si confina. Importante episodio in questo percorso è La di Piano, che le frutta il Premio Furla per l'Arte nel 2002.
Negli anni successivi le sue performance si emancipano gradualmente dalla stretta necessità di circondarsi di questi artefatti protettivi, per proiettarsi in una dimensione più espansiva e sociale, in cui l'artista mette in scena lezioni oppure entra in diretto contatto con il pubblico come nella performance Vestimenti, in cui l'artista crea un capo di abbigliamento prima su stessa e poi su di uno spettatore.

## Libri d'artista
Una forma espressiva ricorrente nel lavoro dell'artista è il libro d'artista, un esempio fra i quali è Anatomia Parallela (tiratura limitata a 5 copie), all'interno del quale si teorizza una rilettura dell’anatomia umana, dove le emozioni diventano organi intangibili che si manifestano in rapporto all'ambiente esterno e agli altri. L’artista si fa interprete di questa visione attraverso disegni, collages, riflessioni, teorie scritte a macchina da scrivere e timbri tipografici antichi.
Altri libri d'artista, prodotti fra il 2012 e il 2020, sono Lezioni di Anato-Mia, Sintesi Anatomica, Aspiranti Aspiratori, Abitanoidi.

## Abiti scultura
Una delle pratiche artistiche di Sissi avviene quotidianamente creando o modificando su se stessa gli abiti che indossa.
L'artista dal 1998 cataloga e archivia le proprie creazioni con modalità tassonomica, assegnando ad ognuno una propria scheda specifica. L'archivio "Addosso/ON ME" viene esposto alla Fondazione Arnaldo Pomodoro nel 2010.
Dal 2010 al 2013 ha collaborato con Furla in qualità di direttrice artistica nella realizzazione di campagne pubblicitarie, quali il progetto “Furla & I” e “Candybrissima Show” a cura della Fondazione Furla.
Nel 2020 la mostra Vestimenti a Palazzo Bentivoglio ha riunito una numerosa selezione di suoi abiti, in un'esposizione dedicata a questo aspetto del suo lavoro artistico.
Nello stesso anno, nell'ambito del progetto "Storie di fili" promosso dall'università di Parma e CSAC e sostenuto dalla fondazione Cariparma, l'artista ha sviluppato un progetto partendo dall'archivio moda dello Csac.
Collaborando con tre aziende del territorio (Parma Moda, Equipage ed Ester Confezioni) ha realizzato tre abiti scultura, esposti a Palazzo Pigorini a Parma nell'ambito della mostra "Corpi e processi - Parma 2021 città della cultura".

## Mostre personali
- Cene, Palazzo Franchetti, Venezia 2020[40]
- Corpi e Processi - Storie di fili, Palazzo Pigolini, Parma 2020[39]
- Vestimenti, Palazzo Bentivoglio, 2020[38]
- Motivi ossei, Galleria d`Arte Maggiore, Bologna, 2016[41]
- Estinti-Istinti, Galleria Tiziana Di Caro, Napoli, 2016 [senza fonte]
- Manifesto Anatomico, Mambo Bologna Musei, Bologna, 2015[42]
- Gotham Prize, Double Show Sissi - Marinella Senatore , Istituto italiano di cultura, New York, 2013[32]
- Addosso, Fondazione Arnaldo Pomodoro, Milano, 2010[35][36]
- Al di là dello sguardo la corda lega, Mizuma Gallery, Tokyo, 2008 [senza fonte]
- Voliare, Gori Collection, Fattoria di Celle, Pistoia, 2007[43]
- Nature, Chelsea Art Museum, New York, 2006[20]
- Nidi, MACRO, Roma, 2004[44]
- The Walk, W139, Amsterdam, 2003[22]
- Aerea, MoCA, Miami, 2001[17]

## Mostre collettive
- Sublimi Anatomie, Palazzo delle Esposizioni, Roma, 2019
- The Academic body, American Academy in Rome, Roma, 2019
- Biennial Vallauris, Terre d’Italia, Musee de la Ceramique, Vallauris, 2019
- Donne. Corpo e immagine tra simbolo e rivoluzione, Galleria d'Arte Moderna, Roma, 2019
- Da Magritte a Wharol, da De Chirico a Sissi, GAM, Bologna, 2018
- Unravelling vein, Santarcangelo dei Teatri, Sferisterio, Santarcangelo di Romagna (RN), 2018
- Porto Marghera 100, Palazzo Ducale, Appartamento del Doge, 2017
- 40° sopra la Performance, Palazzo Magnani, 2017
- Par tibi, Roma, nihil, Foro Romano e Palatino, Roma, 2016
- Anatomical Theatre, San Pietroburgo Biennale di Design, San Pietroburgo, Russia, 2016
- Fondazione Volume! Museo d'arte moderna, Saint Etienne Metropole, 2015
- Growing roots, Palazzo Reale, Milano, 2015
- Silenzi, in cui le cose s’abbandonano, Muzej Suvremene Umjetnosti - Museum of Contemporary Art, Zagreb, 2012
- Furla for Art: Candybrissima Show, Fondazione Furla, Italian Embassy, Moscow, Russia, e Tokyo, Japan, 2011
- Patterns of the Mind, Turku Biennal, Turku, Finland, 2011
- No soul for sale, A festival of Independents, Tate Modern, Londra, 2010
- Collaudi, Padiglione Italiano, 53a Biennale di Venezia, Venezia, 2009
- 15a Quadriennale d'Arte di Roma, Roma, 2008
- Global Feminism, Brooklyn Museum, New York, 2007
- Italian Genius Now, travelling exhibition: Centro per l'arte contemporanea Luigi Pecci, Prato; Museum of Fine Arts, Hanoi; White House, Emily Hill, Singapore; Korean Design Center, Seoul; Xuexue Institute, Taipei; Travancore Palace, New Delhi, (from 2007 to 2008)
- Phantom of Desire, Neue Galerie am Landesmuseum Joanneum, Graz, 2003
- Poëziezomer Watou, SMAK, Ghent, 2001[18]

## Premi
- 2012 - Gotham Prize, (a cura del Ministero degli affari Esteri Italiani), Istituto di Cultura Italiano, New York[45]
- 2006 - Rome Prize - Italian fellows, American Academy, Roma[46]
- 2005 - Premio Artista dell’Anno, (a cura di R. Barilli) Palazzo Crepadona Belluno, Cortina[47]
- 2005 - Premio New York, Italian Academy of Columbia University, New York[48]
- 2003 - Primo Premio XVIII  Premio AlinoviDaolio, (a cura di R. Barilli, R. Daolio, D. D’Auregli), GAM Bologna
- 2002 - Primo Premio Furla per l’Arte, Fondazione Querini Stamapalia, Venezia[25]